# Slatina
Slatina je grad u slavonskom dijelu Podravine, u Virovitičko-podravskoj županiji. Smještena je na prijelazu iz dravske nizine u podnožje Papuka, uz Podravsku magistralu i željezničku prugu, na 127 m nadmorske visine. Prema popisu iz 2021. grad ima nešto više od 8700 stanovnika. Status grada dodijeljen joj je 1992. godine. Dan grada slavi se 1. rujna u spomen na prvi pisani spomen grada 1. rujna 1297.
U blizini grada nalaze se arheološka nalazišta iz razdoblja starčevačke kulture (Pepelane), brončana doba (Nova Bukovica), kasne antike (Sladojevci) i rana srednjeg vijeka (Josipovo). Od 1201. područje je u posjedu Zagrebačke biskupije, a u ispravi zagrebačka biskupa Mihovila iz 1297. spominje se pod imenom Zalathnuk. Spominje se kao župa u popisu župa Zagrebačke biskupije iz 1334., a u darovnici biskupa Augustina Kažotića iz 1305. i župna crkva Svih Svetih. Godine 1507. postaje kotar Križevačke županije, no osmanskim osvajanjem 1538. uključena je u područje Požeškog sandžaka; oslobođena je od Osmanlija 1684., a 1750. darovnicom Marije Terezije pripala je virovitičkomu vlastelinstvu Pejačevića. Od 1861. do 1923. bila je dio Virovitičke županije. Potkraj 19. stoljeća razvila se u prometno, trgovačko i industrijsko središte, a 1960-ih uz tradicijsku drvnu razvile su se prehrambena, duhanska i građevinska industrija. Tijekom velikosrpske agresije na Hrvatsku Slatina je bila izložena napadima pobunjenih Srbā i JNA.

## Gradska naselja
Grad Slatina sastoji se od 15 naselja (stanje 2006.), to su: Bakić, Bistrica, Donji Meljani, Golenić, Gornji Miholjac, Ivanbrijeg, Kozice, Lukavac, Markovo, Medinci, Novi Senkovac, Radosavci, Slatina, Sladojevački Lug i Sladojevci.
Površina gradskog područja iznosi 156 km2. Slatina, po mnogim svojim osobinama, ima ulogu središnjega naselja. Posebnim zakonom Hrvatskoga sabora dobila je 1992. godine status grada.
Odlukom Gradskog vijeća 2008. Dan Grada Slatine obilježava se 1. rujna, na prvospomen grada u ispravi zagrebačka biskupa Mihovila 1297. u Požegi.

## Zemljopis
Slatinsko područje smjestilo se u istočnome dijelu Virovitičko-podravske županije, a na zapadnom dijelu Slavonije. To je prostor bivše općine Podravska Slatina, čija je površina 781 km2. Područje je prirodno omeđeno na sjeveru rijekom Dravom, na jugu grebenima Papuka (954 m) i Krndije (792 m). Široko je otvorena prema bilogorskoj Podravini na zapadu i istočnoj hrvatskoj ravnici na istoku, što joj daje obilježje prijelaznoga prostora u prirodnom smislu.
Posebnost ovog dijela Podravine je izrazita prirodna zonalnost, koja se odrazila na gospodarsko vrednovanje kraja i ulogu Slatine. Klimatski, prostor se nalazi u cirkulacijskom pojasu umjerenih širina, gotovo na polovici dinamičnih zona kruženja hladnih polarnih i toplih tropskih zračnih masa.[nedostaje izvor] Posljedica su česte i intenzivne promjene vremena. Prosječna godišnja temperatura zraka (za razdoblje 1972. – 1981. godine) iznosi 10,9 °C. U zimskim mjesecima (prosinac, siječanj i veljača) zabilježene su srednje minimalne temperature  13,4 °C. Ljeta mogu biti vrlo topla, osobito srpanj i kolovoz, sa srednjim središnjim temperaturama od 33,9 °C.[nedostaje izvor]

## Stanovništvo
Stanovništvo Grada Slatine većinom čine Hrvati. Narodnosna struktura stanovništva bitnije je promijenjena od 1991. godine. Od ukupnoga broja stanovnika prema popisu iz 1981. godine etničku strukturu, u postotcima, činili su 
- Hrvati – 17.011 (53,12 %)
- Srbi – 10.591 (33,07 %)
- Mađari – 64 (0,2 %) i svi ostali 1,95 % (Crnogoraca 56, nacionalno neopredijeljenih 43, Slovenaca 33, Muslimana 21, Albanaca 20, Makedonaca 16, itd., a kao nepoznate narodnosti vodilo se ukupno 377 osoba).

Prema podatcima, prvi popis stanovništva Kotara Podravska Slatina proveden je 1945. godine i prema Zapisniku br. 4097/945 popisano je ukupno 32 953 stanovnika. Od ukupnoga broja Hrvata je bilo 19 415 ili 58.9%, Srba 12 425 ili 37,7% a svih ostalih 1 113 ili 3,4%. Muškaraca je bilo 15 478, a žena 17 465. Pismenih je bilo 22 685, zemljoradnika 20.922, radnika 578, obrtnika 643, trgovaca i gostioničara 122, intelektualaca i ostalih 291.[nedostaje izvor]

### Kretanje broja stanovnika
| broj stanovnika | 5464  | 6625  | 6548  | 8372  | 9188  | 10201 | 10290 | 11929 | 11805 | 12509 | 12598 | 13475 | 14638 | 15844 | 14819 | 13686 | 11503 |
|                 | 1857. | 1869. | 1880. | 1890. | 1900. | 1910. | 1921. | 1931. | 1948. | 1953. | 1961. | 1971. | 1981. | 1991. | 2001. | 2011. | 2021. |

| broj stanovnika | 1451  | 2070  | 2236  | 2828  | 3180  | 3785  | 3861  | 5100  | 5006  | 5735  | 6318  | 8066  | 9923  | 11416 | 10920 | 10208 | 8722  |
|                 | 1857. | 1869. | 1880. | 1890. | 1900. | 1910. | 1921. | 1931. | 1948. | 1953. | 1961. | 1971. | 1981. | 1991. | 2001. | 2011. | 2021. |

### Općina Podravska Slatina (popisi 1857. – 1991.)
Oopćina Podravska Slatina prostirala se na površini od 781 km2, a broj stanovnika bio je sljedeći:
- 1991. – 31.227
- 1981. – 32.024
- 1971. – 35.080
- 1961. – 39.452
- 1953. – 42.574
- 1948. – 40.801
- 1931. – 43.181
- 1921. – 34.727
- 1910. – 35.214
- 1900. – 31.799
- 1890. – 28.881
- 1880. – 23.707
- 1869. – 24.188
- 1857. – 20.200

### Popis 2001.
Prema Popisu Stanovništva iz 2001. godine živjelo je u gradu Slatini ukupno 14 819 stanovnika, od toga:
- Hrvati – 12718
- Srbi – 1532
- Albanci – 43
- Bošnjaci – 10
- Bugari – 1
- Crnogorci – 21
- Mađari – 37
- Makedonci – 6
- Nijemci – 3
- Rumunji – 2
- Rusi – 4
- Slovaci – 3
- Slovenci – 13
- Talijani – 1
- Ukrajinci – 4
- Vlasi – 1
- ostali – 13
- nepoznato – 30

odnosno
- Hrvati: 85,82 %
- Srbi: 10,34 %
- Ostali: 3,84 %

Slatina bez prigradskih naselja imala je ukupno 10.120 stanovnika.
Naselja u sastavu grada Slatine broje ukupno stanovnika:
- Sladojevci – 813
- Bakić – 604
- Kozice – 556
- Novi Senkovac – 366
- Gornji Miholjac – 307
- Donji Meljani – 241
- Medinci – 234
- Bistrica – 204
- Markovo – 163
- Radosavci – 111
- Sladojevački Lug – 106
- Lukavac – 99
- Ivanbrijeg – 52
- Golenić – 35

## Uprava
Gradom upravljaju gradonačelnik i Gradsko vijeće.
U razdoblju od 1953. god. do 1991. umjesto današnje dužnosti gradonačelnika, najviša dužnost bila je ona predsjednika općinskog narodnog odbora, odnosno, predsjednika skupštine općine.

## Povijest
Prvi materijalni dokazi o naseljavanju i životu ljudi u slatinskome kraju ukazuju na naseobinu iz rimskoga doba. Naime, koncem XVIII. stoljeća pronađene su rimske opeke kao i niz različitih predmeta kao što su novac, oružje, noževi, žlice... Početkom Drugoga svjetskog rata tj. 1941. i 1942. godine, kada su kopani rovovi i presjeci na lokaciji današnje vodospreme, pronađen je velik broj rimskih grobova i rimskog novca. Sve to ukazuje na mogućnost postojanja rimskoga naselja i organizirana ljudskog života za vrijeme postojanja Rimskoga Carstva.
Niz drugih pisanih izvora, domaćih i stranih, govore o rimskom naselju Marinianis, na slatinskoj lokaciji te o važnoj rimskoj cesti koja je imala trasu i slatinskim krajem.
Pisani trag o Slatini postoji u XII. stoleću, u kojemu se Slatina spominje kao naselje u ondašnjoj plemenskoj župi Novaki. Ta župa zauzimala je područje s granicama na istoku s rječicom Vojlovicom i Čađavičkom, na zapadu s potokom Breznicom, na jugu s vrhovima planine Papuk i na sjeveru s rijekom Dravom.
Krajem XIII. stoljeća raspada se plemenska župa Novaki. Slavonija je tada po uzoru na Ugarsku podijeljena na upravne županije. Ovo područje je neko vrijeme pod upravom Virovitičke županije, a kasnije u Križevačkoj.
Mjesto Slatina spominje se kao „Zalatnuk”, „Zalathnoh”, „Zalathnuk”, „Salathnock”, „Salathinaj” ili „Szlatyna”, zbog svojega povoljnog smještaja razvija se u srednjovjekovni gradić-kaštel, koji se nalazio na sjevernim padinama Papuka, na mjestu gdje je planina ispresjecana prijevojem, kojim su vodili putevi od juga prema rijeci Dravi kod Sopja i Vaške na koje su se oslanjali važni putni pravci koji su dolazili iz Njemačke u Ugarsku.
Nakon protjerivanja Turaka, od 1745. godine ustrojavaju se civilni organi vlasti. Slatina je tada imala status sela i nalazila se tada u sastavu Kotara Virovitica. Negdje oko 1848. god. Slatina postaje kotarsko središte s 36 mjesta (sela). Godine 1870. Kotar Slatina imao je tri općine i to Slatinu, Gornji Miholjac i Voćin. Kasnije općine postaju Sopje 1891., Slatinski Drenovac 1891., Nova Bukovica 1892.i Sladojevci 1894. godine. Za vrijeme Kraljevine Jugoslavije uspostavljena je i općina Ćeralije. Sve navedene općine postojale su do svršetka Drugoga svjetskog rata. 

### Drugi svjetski rat
[nedostaje izvor]
Podatci zasnovani na državnoj obvezi popisa štete govore o uništenju 1602 seljačka domaćinstva (kuće), 26 gradskih kuća, 10 školskih zgrada i 4 crkvena objekta u Drugome svjetskom ratu. Za četiri ratne godine oštećeno je 3513 seljačkih domova i 223 gradske kuće. Popaljen je i uništen velik broj gospodarskih zgrada i objekata i mnogo poljoprivrednoga alata.
Na temelju podataka poginulo je 826 boraca-partizana, a prema državnoj evidenciji 2204 stanovnika vode se (pod punim imenom i prezimenom) kao „žrtve fašističkog terora”. Naravno, ovomu treba dodati izvjestan (točno neutvrđen) broj pripadnika drugih oružanih postrojbi.
Slatinski kraj je u četiri ratne godine u borbi imao 3376 jugoslavenskih partizana. Od ovog broja bilo je preko tri stotine žena. Kraj rata 202 osobe dočekale su kao invalidi. Poginulih boraca najviše je bilo u mjestima Voćin (36), Lisičine (34), Medinci (33), Gornji Miholjac (31), Ćeralije (29), Macute (29), Sekulinci (25), Vraneševci (25), Čađavica (25), Petrovac (24), Rijenci (23), Hum (23), Lukavac (23), Gornji Meljani (22), P. Slatina (21), Kometnik (20), Kuzma (20), Bakić (19)... 

### Slatina u Drugoj Jugoslaviji
[nedostaje izvor]
Svršetkom rata podignuta su 23 spomenika palim borcima i „žrtvama fašističkog terora”, 15 grobnica palih boraca i „žrtava fašističkog terora”, 14 spomen-domova, dva partizanska groblja i 10 posebnih obilježja iz povijesti narodnooslobodilačke borbe i radničkog pokreta.
Uvođenjem komunalnoga sustava došlo je do preustroja i ukidanja manjih općina pa od 1962. djeluje na čitavome području samo Općina Podravska Slatina, sa šest mjesnih ureda (u Čadjavici, Voćinu, Gornjem Miholjcu, Sopju, Novoj Bukovici i Ćeralijama).

### Domovinski rat
Na širemu slatinskom području prva borbena djelovanja počinju u ljeto 1991. Srbi u brdskom dijelu bivše općine Podravska Slatina odsijecaju cestovnu komunikaciju porušenim trupcima (Balvan revolucija) nepriznavajući novoizabranu hrvatsku vlast. Naoružavaju se uz pomoć JNA, a zabilježeni su i dolasci prvih dragovoljaca iz same Srbije. Cilj pobunjenih Srba bilo je osvajanje Slatine i okolice te priključenje kasnije tzv. RSK. Tijekom kolovoza bilježe se prvi napadi na policiju i ubojstva policajaca. Povodom tih događaja 5. kolovoza 1991. MORH donosi Odluku o formiranju 64. Samostalnog bataljuna Zbora narodne garde sa sjedištem u Slatini. 15. kolovoza 1991. Krizni stožer općine Podravske Slatine na blagdan Velike Gospe osniva 64. samostalni bataljun ZNG-a, formacijski predviđen za 800 pripadnika, isprva vrlo slabo naoružan, zbog čega je smanjen planirani broj pripadnika. Tijekom kolovoza bataljun zauzima liniju obrane prema brdskomu dijelu u dužini 40 km. 3. rujna 1991. srpski pobunjenici zauzimaju sela Četekovac, Balince i Čojlug i ubijaju 21 osobu (Pokolj u Četekovcu 3. rujna 1991.). Nakon toga u više navrata srpske snage pokušavaju se probiti na Podravsku magistralu i željezničku prugu Virovitica- Našice- Osijek, važne prometnice za obranu istočne Slavonije, te provode pješačke napade u više navrata na Mikleuš, Slatinu i Bistricu. Tek osvajanjem vojarne u Slatini i graničnih karaula u Noskovcima i Kapincima hrvatske snage dolaze do veće količine oružja, te se na temeljima bataljuna ustrojava 136. brigada Hrvatske vojske Podravska Slatina. Odlukom Glavnoga stožera OSRH-a krajem studenoga, nakon popunjavanja brigade, te s okolnim brigadama i pripadnicima policije, hrvatske snage prelaze u fazu napadnih djelovanja (Operacija Orkan '91.). Slatinska brigada 15. prosinca oslobađa Voćin, te okolna sela. U Voćinu pripadnici brigade pronalaze 47 ubijenih i masakriranih stanovnika hrvatske narodnosti. (Pokolj u Voćinu 12. i 13. prosinca 1991.), te miniranu do temelja katoličku crkvu Majke Božje Voćinske i razrušene obiteljske kuće. Brigada dalje djeluje na protjerivanju okupatora na pravcu Zvečevo – Kamenska sve do ceste Požega – Pakrac. Nakon Sarajevskoga primirja brigada je prebačena na obranu istočne Slavonije uz rijeku Dravu kod sela Nard nedaleko Valpova, kasnije kod Borinaca nedaleko Vinkovaca. Završetkom ratnih djelovanja grad i okolica saniraju ratne štete koje su ostavile posljedice i do današnjih dana.

### Slatina u samostalnoj Hrvatskoj
Dana 21. studenoga 1998. u Slatinskom Drenovcu podignut je spomenik žrtvama partizanske vojske za razdoblje 1942. – 1946., kad je na tom području bio osnovan logor. U blizini pravoslavnog groblja u zabetoniranim katakombama pronađene su ukupno 464 žrtve. Tu su tokom Drugog svjetskog rata ubijeni katolički župnik iz Slatine Julije Burger, orahovički župnik Ivan Đanić, a u Voćinu je ubijen i tamošnji župnik Josip Martinac.
U okolici pronađene su još masovne grobnice Drenovački jarak, Čačića brdo i Jankovački potok, u kojima su ubijeni mnogi civili sa slatinskog područja koji su smatrani protivnicima partizanskih vlasti, te kasnije mnogi Hrvati iz kolona Križnoga puta, većina bez ikakve presude. Mnoge žrtve imale su prostrijelne rane što navodi da su ubijeni iz blizine.
Godine 2007. Slatinu je pogodio tornado, drugi do tada zabilježeni u novijoj hrvatskoj povijesti (prvi je bio kod Novske 1892.)

## Spomenici i znamenitosti
U gradu se nalazi sekvoja, visine 63 m i opsega 5,90 m, zaštićena kao spomenik prirode. Drvo je posađeno, vjerojatno, u XIX. stoljeću (1807.?), u vrijeme kada su slatinski veleposjedi bili u rukama kneza Schaumburg Lippea.
U Slatini se nalazi dvorac grofa Janka Draškovića, koji je u vremenu nakon njegove vladavine uništen. Taj se dvorac u Slatini popravlja, nakon što je grofov današnji nasljednik poklonio ovaj dvorac gradu.
Stara škola, koja je imala ime Laze Tihomirovića Baje u središtu Grada, restaurira se u Gradski muzej.
Postoji i deset spomenika sakralnoga značaja. To su crkve u Čađavici, Sopju, Gornjem Miholjcu, Sladojevcima, Lisičinama i Voćinu.
Vlada Republike Hrvatske donijela je svojedobno (kada?) odluku o restauraciji spomenika kulture od državne vrijednosti, te je suglasno tomu u toku provedba detaljne restauracije objekta srpske pravoslavne crkve u Gornjem Miholjcu.  Crkvu Svete trojice podigli su pravoslavni mještani Gornjeg Miholjca 1793. godine. Jedna je od najstarijih crkava u slatinskom kraju i zaslužna za početak razvoja školstva ovog dijela Slavonije. Ovom odlukom nadležnog Ministarstva Vlade Republike Hrvatske obuhvaćen je i arheološki lokalitet Sjenjak u Novoj Bukovici.[nedostaje izvor]
Pored navedenih, postoji i 29 spomenika profane arhitekture. To su stare utvrde, dvorci i ostale građevine koje imaju neko posebno arhitektonsko ili povijesno značenje. Među tim spomenicima najznačajniji je voćinski stari grad, a potom zgrada vinogradarskog podruma bivšeg IPK, prizemna zgrada nad vinogradarskim podrumom, upravna zgrada OOUR-a Ratarstvo i skladišna zgrada, tj. pecara, ljekarna, Uprava amaterskog kazališta Franjo Sertić Bijeli, župni ured, prizemnica srpske pravoslavne crkve, zgrada pravoslavne crkve, zgrada negdašnjih DPO, stara pošta, zgrada poslovnih prostorija bivše Slatinke pored ljekarne i evangelička crkva.
Do 1991. god. u parku ispred zgrade općine nalazio se spomenik narodnom heroju Jugoslavije Nikoli Miljanoviću Karauli, kao i biste troje narodnih heroja iz toga kraja.
Spomenici NOB-a jesu Gudnoga, Kometnik, spomenik poginulim borcima njemačke čete Ernest Telman u Mikleušu, spomenik djeci Potkozarja u Noskovačkoj Dubravi te Partizansko groblje u Slatini. U 42 mjesta općine Slatina mještani su svojedobno podigli spomen-obilježja svojim poginulim partizanima i ubijenim civilima.
U slatinskom kraju nalazi se 6 arheoloških lokaliteta: Aleksandrovac -"Hercegovac" pretpovijesna nekropola, Čađavica -srednjovijekovna nekropola, Mikleuš -pretpovijesno naselje, Noskovci -pretpovijesno naselje, Sopje -pretpovijesno naselje i Sladojevci/ciglana -antička nekropola.
U okolici Slatine, nalazi se imanje Višnjica, na kojem se uzgajaju arapski konji, jeleni lopatari i mufloni te povrće batat, šparoge i ljekovito bilje. Ergela arapskih konja postala je 2005., pridruženi član Svjetske oragnizacije uzgajivača arapskih konja.

## Obrazovanje
- Osnovna škola Josipa Kozarca
- Osnovna škola Eugena Kumičića
- Srednja škola Marka Marulića
- Industrijsko-obrtnička škola Slatina
- Osnovna glazbena škola Slatina

Postoje neki tragoviKoji? koji ukazuju da su koncem XVIII. stoljeća na slatinskom području postojale dvije osnovne škole u Voćinu i Gornjem Miholjcu. Na osnovu zapisnika od 24. rujna 1788. godine pisanom u Gornjem Miholjcu, koji je očuvan u pravoslavnom parohijalnom uredu, vidljivo je da su se sastali predstavnici Gornjeg Miholjca, Kapinaca i Novaka s nadležnim predstavnicima vlasti u vezi dogovora o otvaranju škole u Gornjem Miholjcu. Osim ovih dviju škola, na ovom su području u vremenu od 1800. do 1850. godine postojale škole u Slatini, pravoslavna, 1805. god., Čađavici 1814. god., Sladojevcima 1822. godine i Sopju 1822. godine. Prema navodima iz Spomenice Državne građanske škole Podravska Slatina, objavljene 1928. godine u Slatini je najprije otvorena 1805. godine srpsko-pravoslavna škola, i to na inicijativu viđenijih vjernika te vjere, a 1830. godine otvorena je konfesionalna škola za pripadnike katoličke vjere, i to uz podršku grofa Pejačevića, koji je bio vlasnik zemljišta i šuma na ovomu području.
Od donošenja Zakona o školstvu 1874. do 1903., godine na slatinskome području osnivaju se pučke škole u mjestima (selima): Ćeralije, Smude, Lisičine, Bakić, Donje Bazije, Radosavci, Vraneševci i Kapinci. Prema statističkim podatcima, koji su se već tada vodili, u šk. god. 1889./90. na slatinskom području radile su 22 pučke škole s 26 učitelja i 1805 polaznika. Već 1895. godine slatinski kotar imao je 25 škola s 30 učitelja. Školskih obveznika bilo je 2949, a polaznika 2594.
Godine 1900., u 28 mjesta tadašnjeg kotara Slatina radile su škole. Prema službenom glasniku šk. god. 1900./01. slatinski kotar imao je 36 učitelja, 3058 obveznika, 2212 polaznika, 578 obveznika/opetovničara, 511 polaznika.
Pred kraj XIX. stoljeća pa do 1928., usporedno s otvaranjem javnih škola, na slatinskom području djelovao je veći broj privatnih škola na njemačkom ili mađarskom jeziku. Privatne škole na njemačkom jeziku radile su u Zvečevu, Ivanbrijegu, Ciganki, Radosavcima i Grabiću. Na mađarskom jeziku učilo se u privatnim školama u Slatini, Španatu, Starinu i Slanoj Vodi.
Školske 1918./19. godine pučke škole na slatinskom području polazilo je ukupno 2427 učenika. Deset godina kasnije, u šk.god 1928/29 na ovom području ima 36 škola s 56 učitelja i 2789 učenika. Od 1918. do 1945. godine u podravsko-slatinskom kraju otvorene su škole u 14 mjesta: Zvonimirovac, Macute, Četekovac, Hum, Petrovac, Aleksandrovac, Kometnik, Donje Kusonje, Sekulinci, Gornji Meljani, Gornje Viljevo, Miljevci, Hum Varoš i Pecka. U periodu od 1945. do 1975. godine otvorene su osnovne škole u sedam mjesta (sela) slatinskog područja.
Godine 1917. odlukom kraljevske Zemaljske vlade otvorena je u Slatini Viša pučka škola. Peti razred novootvorene Više pučke škole polazilo je 37 učenika, od toga 21 učenica. Koncem 1924. godine Viša pučka škola dobila je naziv Građanska škola. Građanska škola radila je sve do 1945. godine kada se ukida. Od tada pa nadalje radi neko vrijeme kao Niža realna gimnazija, zatim sedmoljetka, pa kao narodna osmogodišnja škola, da bi 1960. ušla u sustav jedinstvene osnovne škole.
U školskoj godini 1922./23. osnovana je Šegrtska škola, koja je radila kao samostalna škola sve do 1. studenoga 1970. godine kada se udružuje u Srednjoškolski centar Podravska Slatina. U prvoj godini postojanja školu je pohađalo 152 učenika. U prvo vrijeme Šegrtska škola djelovala je u sastavu i pod upravom Više pučke škole, a isto tako nije imala ni posebnih nastavnika.
Tijekom Drugoga svjetskoga rata, nastavnike i učitelje postavljali su tzv. narodnooslobodilački odbori. Od veljače 1943. godine na organizaciji i širenju partizanskih škola u slatinskom kraju radio je Centralni prosvjetni odbor za Slavoniju i Srem. Sjedište Odbora bilo je u Zvečevu. Tijekom 1943., otvorene su i škole u Kometniku, Lisičinama, Humu, Zubićima, Macutama, Ćeralijama, Rijencima i Sekulincima. Do jeseni 1944. godine u slatinskom kraju radile su 42 škole.
Radničko sveučilište u P. Slatini osnovano je 2. kolovoza 1960. odlukom Narodnoga odbora općine. Tijekom 1961. godine, u okviru djelatnosti rada Radničkog sveučilišta, osnovana je i Škola za opće obrazovanje radnika. U početku svog djelovanja sjedište Radničkog sveučilišta bilo je u zgradi prvog poslijeratnog Doma JNA. Godine 1968. Radničko sveučilište izmijenilo je naziv u Narodno sveučilište i znatnije proširilo svoj djelokrug rada.
Srednja ekonomska škola osnovana je 1959. godine. Ekonomsku školu je, u prvoj godini postojanja, polazilo 108 učenika, od toga 64 učenice, koji su bili podijeljeni u tri odjeljenja. U šk. god. 1975./76. ekonomsku školu je pohađao 231 učenik. 
Godine 1970. u okviru Ekonomske škole radila je Opća srednja škola s ekonomsko-upravnim usmjerenjem.
Gimnazija je osnovana 1963. godine. U prvoj šk. god. upisano je 85 polaznika, a od toga 34 učenice. U šk. god. 1972./73. godini je pohađalo rekordnih 237 đaka. Gimnazija je djelovala kao samostalna institucija do 1970. godine kada je uključena u Srednjoškolski centar.

## Kultura
Od 1995. godine u Slatini se održava Međunarodni glazbeni festival „Dani Milka Kelemena”.
U Slatini je djelovalo pjevačko društvo još potkraj XIX. stoljeća, pod nazivom »Zrinski«, a kasnije je osnovano i društvo »Obilić«. Prema statističkom godišnjaku 1905. godine na slatinskom su području postojala dva pjevačko-glazbena društva s ukupno 89 članova. KUD »Bratstvo« osnovano je 5. lipnja 1967. godine pod imenom »Dika«, ali je prije toga u poslijeratnom razdoblju djelovalo više društava. (»Jedinstvo«, »Graničar« i »Nikola Miljanović Karaula«).
U 1936. godini otvoren je u Slatini prvi kinematograf. Vlasnik mu je bio trgovac Fuks. Prvo putujuće slatinsko kino ustanovljeno je 1944. godine. Nosioci ove aktivnosti bili su Nikola Platiša, Vlado Madecki i Stjepan Šomođi.
Godine 1969. osnovana je radiostanica Podravska Slatina. Prvih dvadesetak godina postojanja djelovala je u sastavu Narodnog sveučilišta „Veljko Vlahović”, u okviru organizacijske jedinice Centra za informiranje.
Gradsko amatersko kazalište Franjo Sertić Bijeli osnovano je potkraj 1954. godine. Tijekom 1958. godine došlo je do prestanka rada kazališne umjetnosti. Tek 1973. godine ponovno se obnavlja dramski amaterizam. 1976. godine iz sekcije kulturno-umjetničkog društva, prerasta u Gradsko amatersko kazalište. Od 1978. godine kazalište ima svog profesionalnog urednika. Veliki doprinos u radu slatinskog kazališta i razvoju kazališne umjetnosti u slatinskom kraju dala je obitelj Lea Srdoča. Od 1977. godine u Slatini su se održavale Slatinske kazališne večeri.
Krajem 1996. godine osnovan je Slatinski likovni klub (SLIK). Počevši od 1999., SLIK svake godine organizira likovnu koloniju „Slatinske slike”, a počev od 2003. godine u tradiciju je ušla i Likovna radionica.

## Šport
U gradu djeluje više klubova: Rukometni klub „Marulka”, nogometni klub Slatina, Taekwondo klub „Slatinska Banka”, itd.
Početci sporta u Slatini vežu se uz razdoblje oko 1910. godine kada je ondje osnovana prva Sokolska gimnastičarska organizacija. Za vrijeme Kraljevine Jugoslavije osnovan je 1920. godine Jugoslavenski sokolski savez, a prva podružnica ove organizacije osnovana je u Podravskoj Slatini 1921. godine. Od tada neko vrijeme rade u mjestu i Podružnica Hrvatski sokol i Podružnica Jugoslavenskog sokola, koja se poslije 1945. godine nazvala Društvo za tjelesni odgoj »Partizan«. Prva sportska dvorana u Podravskoj Slatini izgrađena je 1930. godine na inicijativu Gimnastičkog društva Sokol.
Nogometni klub Slatina osnovan je 1971. (već 1964. Općinski nogometni odbor). 
Muški rukomet počeo se igrati 1954. u okviru sekcije pri DTO "Partizan", a rukometni klub je osnovan izdvajanjem te sekcije 1962. godine i dobio ime RK Partizan. Nastupao je u Hrvatskoj rukometnoj ligi počevši od 1971. godine te u Drugoj saveznoj ligi SFRJ. Nekoliko sezona slatinski rukometaši bili su u vrhu drugoligaške konkurencije, a svoje prijateljske utakmice u Podravskoj Slatini igrali su nekoliko puta i europski klupski prvaci RK Partizan iz Bjelovara i RK Borac iz Banje Luke. Prijateljsku utakmicu u Slatini odigrala je i jugoslavenska rukometna reprezentacija u sastavu koji je osvojio zlatnu olimpijsku medalju 1972. godine.
Prva ženska rukometna ekipu osnivana je 1955.
Odbojkaški klub Slatina osnovan je šezdesetih godina 20. st. Klub se u dvama navratima natjecao u Drugoj saveznoj ligi – grupa Centar tadašnje SFRJ. Od 1972. do 1990. natječe se u Drugoj saveznoj ligi te Hrvatskoj odbojkaškoj ligi.
Košarka se u slatinskom kraju počela igrati 1969. godine. Prvo košarkaško igralište izgrađeno je iste godine u dvorištu Srednjoškolskog centra, a košarka je postala omiljeni sport tadašnjih gimnazijalaca. Košarkaški klub Slatina osnovan je 1972. godine. 
Grad je sedamdesetih godina XX. stoljeća imao tri kluba u saveznim razinama natjecanja, u hrvanju, rukometu i odbojci.
U gradu su rođeni i/ili djelovali bivši rukometni reprezentativci Goran Perkovac, Đorđe Lavrnić i Ana Knežević, nogometni reprezentativac Antun Kolar te hrvači Milorad Dokmanac i Veronika Vilk.

## Poznate osobe
- Milko Kelemen, skladatelj i jedan od utemeljitelja hrvatske suvremene glazbe
- Viktor Žmegač, germanist
- Mirjana Emina Majić, književnica
- Goran Perkovac, rukometaš
- Đorđe Lavrnić, rukometaš
- Mirko Jirsak, pjesnik, romanopisac i prevoditelj
- Ana Knežević, rukometašica
- Mile Davidović, slikar naivac
- Milorad Dokmanac, hrvač
- Rajna Šargač, šahistica
- Jure Primorac, pjesnik
- Jelena Kastaneti, hrvačica, spisateljica
- Eugen Dasović, nogometaš, reprezentativac
- Shosha Talik, slikarica i pjesnikinja
- Veronika Vilk, hrvačica

## Vanjske poveznice
|  | Zajednički poslužitelj ima još gradiva o temi Slatina |

- Službene stranice Grada Slatine
- Službene stranice Radija Slatine
- Neslužbeni portal grada Slatine
- Priroda Slatine i okolice  Arhivirana inačica izvorne stranice od 5. veljače 2012. (Wayback Machine)